# Chimamanda Adichie
Chimamanda Ngozi Adichie (født 15. september 1977 i Enugu, Nigeria) er en anerkendt nigeriansk forfatter, hvis forfatterskab spænder over romaner, noveller og sagprosa. 
Chimamanda Ngozi Adichie, født 1977, er vokset op i Nigeria, men flyttede i teenageårene til USA. I dag bor Chimamanda Ngozi Adichie dels i Nigeria, dels i USA, hvor hun regnes for én af tidens absolut mest markante litterære stemmer.

## Udvalgt bibliografi
- Hendes debutroman Lilla hibiscus (2009, org. Purple Hibiscus, 2003) og vandt Best First Book Award i 2005, Commonwealth Writers' Prize og var nomineret både til The Orange Prize og The Man Booker Prize,

- Hendes anden roman En halv gul sol (2007, org. Half of a Yellow Sun, 2006), blev tildelt i 2007 Orange Prize for fiktion.[1] og ALOA-prisen i 2009.[2]
- Americanah (2014)
- Ud over romanerne har Chimamanda Ngozi Adichie også udgivet den essayistiske Vi burde alle være feminister i 2014. I denne bog giver Chimamanda Ngozi Adichie sit bud på en definition af feminismen i det 21. århundrede. Sangerinden Beyoncé har samplet dele af Ardichis essay og bruger det i det populære nummer Flawless, hvor teksten fungerer som 2. vers.